# Бєляков Володимир Павлович
Володимир Павлович Бєляков (19 вересня 1937, село Сагаджан Новоросійського району Актюбінської області, тепер Казахстан — ?) — радянський казахський діяч, голова Алма-Атинського облвиконкому. Депутат Верховної ради Казахської РСР 10—11-го скликань.

## Життєпис
У 1959 році закінчив Казахський сільськогосподарський інститут, вчений-агроном.
У 1959—1972 роках — агроном-полевод, головний агроном, директор тютюнових радгоспів «Чиліцький» та «Авангард» Казахської РСР.
Член КПРС.
У 1972—1974 роках — директор мисливського господарства господарського управління Управління справами Ради міністрів Казахської РСР.
У 1974—1975 роках — заступник начальника господарського управління Управління справами Ради міністрів Казахської РСР.
У 1975—1981 роках — 1-й секретар Енбекшіказахського районного комітету КП Казахстану Алма-Атинської області.
У 1979 році закінчив Алма-Атинську вищу партійну школу.
У 1981—1986 роках — голова виконавчого комітету Алма-Атинської обласної ради народних депутатів.
У 1986—1993 роках — начальник головного управління агрохімічного обслуговування та захисту рослин Держагропрому Казахської РСР; голова республіканського науково-виробничого об'єднання з агрохімічного обслуговування сільського господарства; голова об'єднання «Казродючість».  
У 1993—1995 роках — президент державної акціонерної компанії «Кунарлилик».
З березня 1996 року — генеральний директор товариства з обмеженою відповідальністю «Агрохімінтеграція» Республіки Казахстан.
Потім — на пенсії в Казахстані. 

## Нагороди
- орден Жовтневої Революції
- два ордени Трудового Червоного Прапора
- орден «Знак Пошани»
- медалі